# Красницкий, Иван Яковлевич
Иван Яковлевич Красницкий (1830—1898) — художник, фотограф, писатель, издатель, археолог.

## Биография
Закончил Московское училище живописи, ваяния и зодчества у профессора Сергея Константиновича Зарянко.
Дальнейшее образование получил в Санкт-Петербургской Императорской Академии Художеств. В 1857 г. Академией Художеств дано звание неклассного художника по портретной живописи. В последующем увлёкся фотографией. Сделал снимки со многих интересных московских древностей, а также фотографии со старинных образов, церковной утвари и пр., находящихся в Твери, Новгороде, Торжке, Ржеве и других городах. С 1882 до 1887 издавал «Изограф, журнал иконографии и древних художеств» (вышло 12 тетрадей). Оставил богатые археологические коллекции. В своё время Иван Яковлевич был избран членом-корреспондентом Общества Любителей Древней Письменности.
Будучи пионером в фотографии, открыл в 1861 году в правом флигеле Пречистенского дворца, числившегося тогда собственностью баронессы Е. Д. Розен один из первых в Москве фотосалонов — «художника императорской Академии фотографа И. Я. Красницкого». Был приглашен и фотографировал Коронацию и Помазание на Престол Александра III, за что был награждён «Большой Коронационной медалью».
Отец Александра Ивановича Красницкого.
Похоронен на Волковском кладбище; могила утрачена.

## Литературные произведения, изданные И. Я. Красницким
- «Очерки Тверской губернии». Город Ржев, вып. 1. СПб., 1874.
- Журнал «Изограф» — журнал иконографии и древних художеств, издавался в СПб. в 1882—1886 г.; вышло 12 вып., составивших 1 том. Ред. изд. И. Я. Красницкий. Издание украшено массой рисунков и олеографических копий с старинных икон, рукописей и др. памятников древних художеств. Одним из первых подписчиков был Александр III

/Есть экземпляр в РПБ(РНБ)/
- «Тверская старина» — очерки истории, древностей и этнографии, составленные И. Красницким. : вып. 1. Город Торжок. Санкт-Петербург : Военная тип., 1876.

## Некролог
На днях скончался в Мариинской больнице бывший редактор — издатель журнала «Изограф», художник Иван Яковлевич Красницкий. Покойный родился в Москве в 1830 г. Художественное образование он получил в московском училище живописи и ваяния под руководством проф. Зарянка, затем в Академии Художеств. И. Я. посвятил себя исключительно археологии. Ему принадлежат первые коллекции фотографических снимков с московских древностей. Он совершил ряд экскурсий по России, фотографируя древности Твери, Ржева, Торжка, Новгорода, села Грузино и др. В 1882 году И. Я. предпринял издание, посвященное археологии и отечественной иконографии журнал «Изограф», который был в своё время одобрен Министерством Народного Просвещения. Последние годы своей жизни, состарившийся и одряхлевший, покойный провел за разборкой своих коллекций и составления мемуаров, обнимающих более полувека. Мемуары эти представляют особенный интерес, потому что, воспитываясь в семье Хомякова, покойный встречался со всеми выдающимися деятелями того времени, был лично знаком с Гоголем, Белинским, кн. П. А. Вяземским, Аскаковыми и др. В последние свои дни покойный встретил живое участие со стороны Литературного Фонда, оказавшего ему существенную помощь.
В своё время И. Я. был избран членом-корреспондентом Общества Любителей Древней Письменности.

29 июля 1898 г.
Похоронен на Литераторских мостках в Санкт-Петербурге (могила утрачена).